# گیم آواردز ۲۰۲۲
جوایز بازی ۲۰۲۲ (به انگلیسی: The Game Awards 2022) نام مراسم اهدا جوایز به بهترین بازی‌های سال ۲۰۲۲ که در ۸ دسامبر ۲۰۲۲ برگزار شد. میزبان این مراسم همانند دوره‌های قبل جف کیلی می‌باشد و این مراسم در تئاتر مایکروسافت در لس آنجلس برگزار می‌شود. نامزدهای هر بخش در ۱۴ نوامبر ۲۰۲۱ اعلام می‌شود. نتایج رای‌گیری ۹۰٪ آرا توسط هیئت داوران که شامل تیم سازندگان سخت‌افزاری در شرکت‌های سونی، ماکروسافت، نینتندو و ای‌ام‌دی، منتشر کنندگان بازی‌های کامپیوتری، ۵۰ فرد خبره در صنعت بازی کامپیوتری و ۱۹ نشریه انگلیسی زبان و ۱۰٪ باقی آرا توسط مردم در رسانه‌های مجازی شامل فیس‌بوک، توئیتر و بیلیبیلی انتخاب می‌گردند. رای‌گیری‌های عمومی از طریق وب سایت و شبکه اجتماعی دسکورد صورت گرفته که حدود ۳۵ میلیون رای ثبت شد که بیش از دوبرابر تعداد آرا بیشتر از سال گذشته بوده‌است. هالزی در این مراسم اجرای زنده داشت و از آل پاچینو، پدرو پاسکال و بلا رمزی به‌عنوان مهمان ویژه جهت اهدای جوایز دعوت شد. خدای جنگ: رگناروک با ۱۱ نامزدی، بیشترین نامزدی را دریافت کرد. در پایان بازی الدن رینگ به‌عنوان بهترین بازی سال اعلام شد.

## بازی‌های معرفی شده
در این مراسم، بازی‌هایی که قصد انتشار در آینده را دارند، به صورت پیش‌نمایش معرفی شدند که به شرح زیر است:
- دث استرندینگ ۲
- کراش تیم رامبل
- هادس ۲
- بالدورز گیت ۳
- هورایزن آوای کوه
- قلب‌های وحشی
- قوی‌دلان: جنگ جهانی اول
- تکن ۸
- مبارز خیابانی ۶
- گروهان قهرمانان ۳
- فاینال فانتزی ۱۶
- دیابلو ۴
- فوراسپوکن
- جوخه انتحار: لیگ عدالت را بکش

## نامزد
| بهترین بازی سال | بهترین کارگردانی |
| --- | --- |

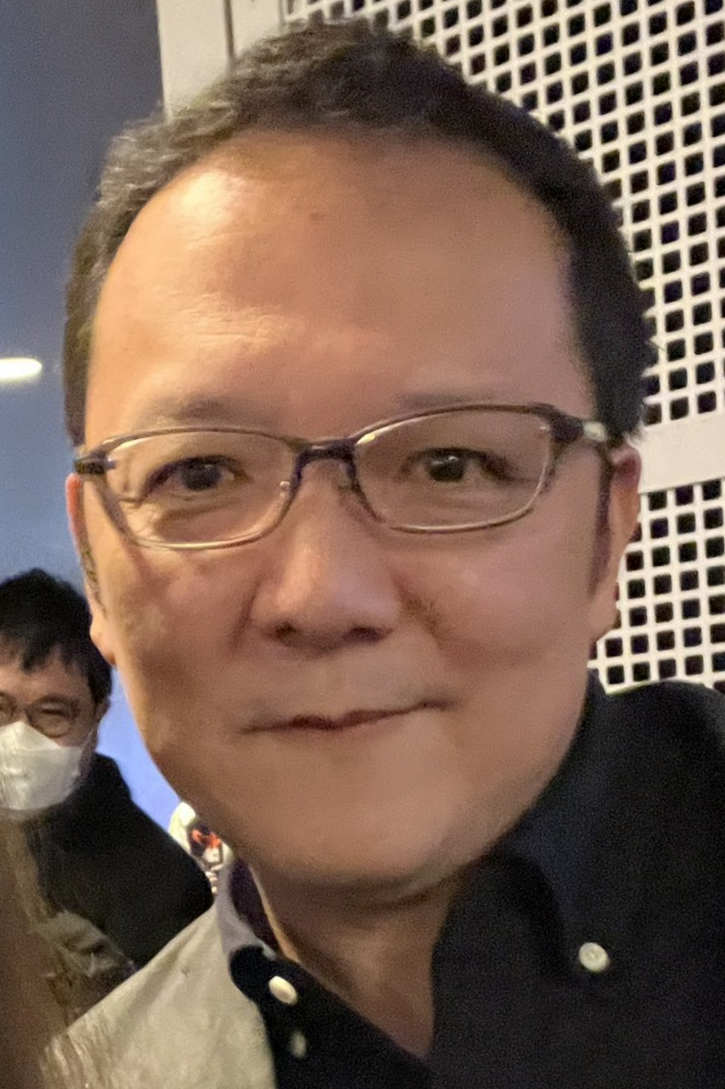
هیدتاکا میازاکی برنده بهترین بازی سال و بهترین کارگردانی برای بازی الدن رینگ.

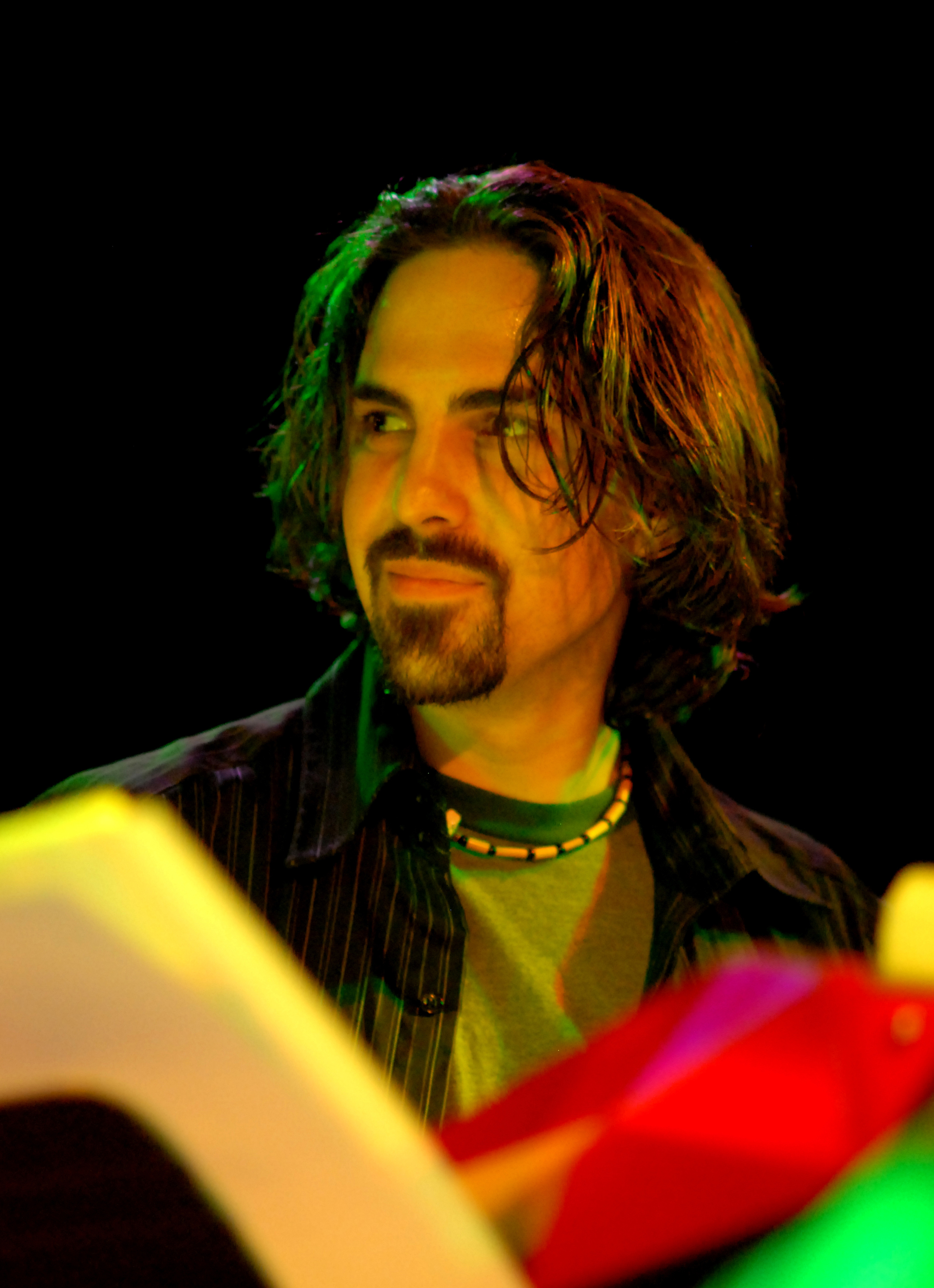
بر مک‌کرری برنده بهترین موسیقی برای بازی خدای جنگ: رگناروک.

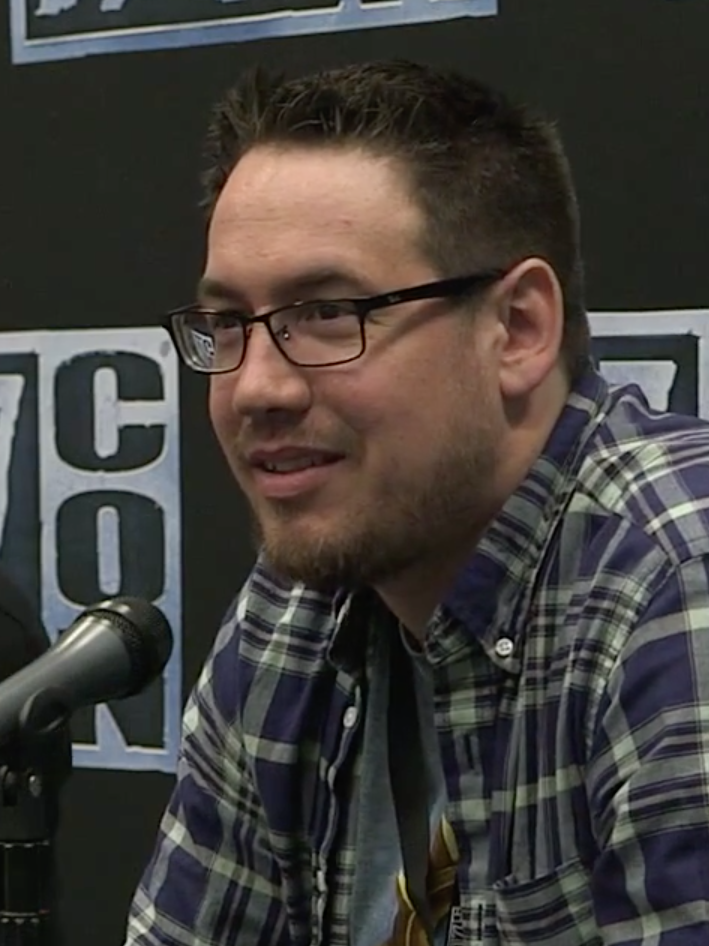
بن برود برنده بهترین بازی موبایل برای مارول اسنپ.

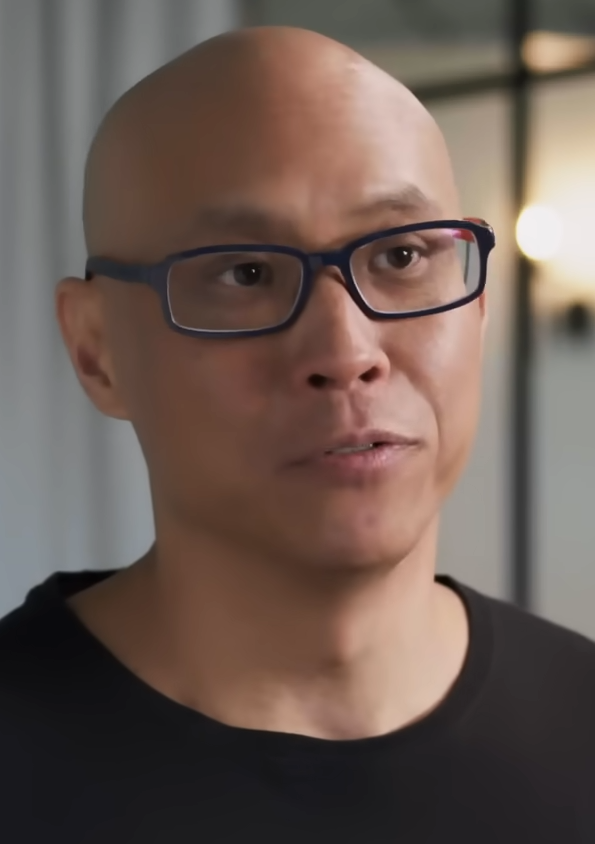
تونی هویین برنده جایزه بهترین بازی مبارزه ای برای بازی مولتی‌ورسز.

| - الدن رینگ – فرام سافتور / بندای نامکو انترتینمنت - افسانه طاعون: ریکوایم – آسوبو استودیو / فوکوس هوم اینتراکتیو - خدای جنگ: رگناروک – استودیو سنتا مونیکا / سونی اینتراکتیو انترتینمنت - هورایزن غرب ممنوعه – گوریلا گیمز / سونی اینتراکتیو انترتینمنت - استری – آناپورنا اینتراکتیو - سرگذشت زنوبلید ۳ – مانولیت سافت / نینتندو | - الدن رینگ – فرام سافتور / بندای نامکو انترتینمنت - خدای جنگ: رگناروک – استودیو سنتا مونیکا / سونی اینتراکتیو انترتینمنت - هورایزن غرب ممنوعه – گوریلا گیمز / سونی اینتراکتیو انترتینمنت - جاودانگی – سم بارلو - استری – آناپورنا اینتراکتیو                                                                      |
| بهترین داستان | بهترین کارگردانی هنری |
| - خدای جنگ: رگناروک – استودیو سنتا مونیکا / سونی اینتراکتیو انترتینمنت - افسانه طاعون: ریکوایم – آسوبو استودیو / فوکوس هوم اینتراکتیو - الدن رینگ – فرام سافتور / بندای نامکو انترتینمنت - هورایزن غرب ممنوعه – گوریلا گیمز / سونی اینتراکتیو انترتینمنت - جاودانگی – سم بارلو                                                     | - الدن رینگ – فرام سافتور / بندای نامکو انترتینمنت - خدای جنگ: رگناروک – استودیو سنتا مونیکا / سونی اینتراکتیو انترتینمنت - هورایزن غرب ممنوعه – گوریلا گیمز / سونی اینتراکتیو انترتینمنت - اسکورن – اب سافتور - استری (بازی ویدئویی) – آناپورنا اینتراکتیو                                                        |
| بهترین موسیقی | بهترین صداگذاری |
| - خدای جنگ: رگناروک – بر مک‌کرری - افسانه طاعون: ریکوایم – اولیور دلویره - الدن رینگ – تسوکاسا سایتو - متال: هل سینگر – تو فیترز - سرگذشت زنوبلید ۳ – یاسونوری میتسودا | - خدای جنگ: رگناروک – استودیو سنتا مونیکا / سونی اینتراکتیو انترتینمنت - ندای وظیفه: جنگاوری نوین ۲ – اینفینیتی وارد / اکتیویژن - الدن رینگ – فرام سافتور / بندای نامکو انترتینمنت - گرن توریسمو ۷ – پولی‌فونی دیجیتال / سونی اینتراکتیو انترتینمنت - هورایزن غرب ممنوعه – گوریلا گیمز / سونی اینتراکتیو انترتینمنت |
| بهترین ایفای نقش | تاثیرگذارترین بازی |
| - کریستوفر جاج در نقش کریتوس – خدای جنگ: رگناروک - اشلی برچ در نقش الوی – هورایزن غرب ممنوعه - منون گیج درنقش ماریسا مارسل – جاودانگی - شارلوت مک برنی در نقش آمیسیا د رون – افسانه طاعون: ریکوایم - سانی سالجیک در نقش آترئوس – خدای جنگ: رگناروک                                                                                 | - هماند غروب – ایکس‌باکس گیم استودیوز - یک خاطره آبی – آناپورنا اینتراکتیو - خواب شهروندی – فلو تراولر - پایان: انقراض برای همیشه است – هندی گیمز - واپس نگری – آناپورنا اینتراکتیو - من یک اگزوکولونیست نوجوان بودم – فینجی                                                                                        |
| بهترین بازی آنلاین | بهترین بازی مستقل |
| - فاینال فانتزی ۱۴ – اسکوئر انیکس - ایپکس لجندز – رسپاون انترتینمنت / الکترونیک آرتس - سرنوشت ۲ – بانجی - فورتنایت – اپیک گیمز - گنشین ایمپکت – می‌هویو | - استری – آناپورنا اینتراکتیو - فرقه بره‌ها – دیوولور دیجیتال - نئون وایت – آناپورنا اینتراکتیو - سی‌فو – اسلوکلپ - تونیک – فینجی |
| بهترین بازی موبایل | بهترین پشتیبانی |
| - مارول اسنپ – سکند دینر - ایپکس لجندز – رسپاون انترتینمنت / الکترونیک آرتس - دیابلو جاویدان – نت‌ایز / بلیزارد انترتینمنت - گنشین ایمپکت – می‌هویو - برج فانتزی – لول اینفینیتی | - فاینال فانتزی ۱۴ – اسکوئر انیکس - ایپکس لجندز – رسپاون انترتینمنت / الکترونیک آرتس - سرنوشت ۲ – بانجی - فورتنایت – اپیک گیمز - آسمان هیچ‌کس – هلو گیمز |
| بهترین بازی واقعیت مجازی | بهترین نوآوری در قابلیت دسترسی |
| - خزه: کتاب دوم – پلیارک - پس از سقوط – ورتیگو گیمز - واقعیت مجازی امانگ آس – اینراستوت - بن لب – استرس لول زیرو - رد متر ۲ – ورتیکال روبات | - خدای جنگ: رگناروک – استودیو سنتا مونیکا / سونی اینتراکتیو انترتینمنت - همانند غروب – ایکس‌باکس گیم استودیوز - بازگشت به جزیره میمون‌ها – لوکاس‌آرتز / دیوولور دیجیتال - آخرین بازمانده از ما قسمت ۱ – ناتی داگ / سونی اینتراکتیو انترتینمنت - صید – سوپرمسیو گیمز / ۲کی گیمز                                        |
| بهترین بازی اکشن | بهترین بازی ماجراجویی |
| - بایونتا ۳ – پلاتینیوم گیمز / نینتندو - ندای وظیفه: جنگاوری نوین ۲ – اینفینیتی وارد / اکتیویژن - نئون وایت – آناپورنا اینتراکتیو - سی‌فو – اسلوکلپ - لاک‌پشت‌های نینجا جهش یافته: انتقام شردر – داتیمو | - خدای جنگ: رگناروک – استودیو سنتا مونیکا / سونی اینتراکتیو انترتینمنت - افسانه طاعون: ریکوایم – آسوبو استودیو / فوکوس هوم اینتراکتیو - هورایزن غرب ممنوعه – گوریلا گیمز - استری – آناپورنا اینتراکتیو - تونیک – فینجی                                                                                             |
| بهترین بازین نقش آفرینی | بهترین بازی مبارزه ای |
| - الدن رینگ – فرام سافتور / بندای نامکو انترتینمنت - زندگی کن – اسکوئر انیکس / نینتندو - افسانه پوکمان – گیم فریک / پوکمان، نینتندو - استراتژی مثلث – آرتدینک / اسکوئر انیکس - سرگذشت زنوبلید ۳ – مانولیت سافت / نینتندو | - مولتی‌ورسز – سرگرمی تعاملی برادران وارنر - دوئل دی ان اف – آرک سیستم، ۸تینگ/ نکسان - ماجراجویی عجیب جوجو: نبرد همه ستاره‌ها – سایبرکانکت۲ / بندای نامکو انترتینمنت - مبارزه پادشاهان ۱۵ – شرکت اس.ان.کی. - سی‌فو – اسپلولپ                                                                                          |
| بهترین بازی خانوادگی | بهترین بازی ورزشی |
| - کربی و سرزمین فراموش شده – هالکن / نینتندو - لگو جنگ ستارگان: حماسه اسکای‌واکر – ترولرز تیلز / سرگرمی تعاملی برادران وارنر - ماریو + خرگوش‌ها: درخشش امید – یوبی‌سافت - نینتندو سوئیچ اسپرت – نینتندو - اسپلاتون ۳ – نینتندو | - گرن توریسمو ۷ – پولی‌فونی دیجیتال / سونی اینتراکتیو انترتینمنت - 'اف ۱ ۲۲ – کدمسترز / ای‌ای اسپورتس - فیفا ۲۳ – الکترونیک آرتس کانادا، الکترونیک آرتس - ان بی ای ۲کی۲۳ – ۲کی گیمز - الی الی ورد – بخش خصوصی (شرکت توسعه دهنده)                                                                                     |
| بهترین بازی استراتژی | بهترین بازی چند نفره |
| - ماریو + خرگوش‌ها: درخشش امید – یوبی‌سافت - تلماسه: جنگ اسپایس – فانکام - جنگ تمام‌عیار: وارهمر ۳ – کریتیو اسمبلی / سگا - تو پوینت کوپوس – سگا - ویکتوریا ۳ – پارادوکس دولوپمنت استودیو / پارادوکس اینتراکتیو | - اسپلاتون ۳ – نینتندو - ندای وظیفه: جنگاوری نوین ۲ – اینفینیتی وارد / اکتیویژن - مولتی‌ورسز – سرگرمی تعاملی برادران وارنر - اورواچ ۲ – بلیزارد انترتینمنت - لاک‌پشت‌های نینجا جهش یافته: انتقام شردر – داتیمو |
| بهترین بازی مستقل اول | مورد انتظارترین بازی |
| - استری – آناپورنا اینتراکتیو - نئون وایت – آناپورنا اینتراکتیو - نارکو – را فیوری - تونیک – فینجی - بازماندگان خون‌آشام – لوکا گالانته | - افسانه زلدا: اشک پادشاهی – نینتندو - فاینال فانتزی ۱۶ – اسکوئر انیکس / اسکوئر انیکس - میراث هاگوارتز – آوالانچه سافت‌ور / سرگرمی تعاملی برادران وارنر - رزیدنت ایول ۴ – کپ‌کام - استارفیلد – بتسدا گیم استودیوز / بتزدا سافت‌ورکز                                                                                   |
| بهترین فیلم ساخته شده بر اساس بازی | بهترین بازی از نظر مخاطبان |
| - آرکین – رایت گیمز / نتفلیکس - سایبرپانک: اج رانرز – سی‌دی پراجکت - نمایش کله‌فنجونی! - سندیکای کینگ فیچرز - سونیک خارپشت ۲ – سگا سامی / پارامونت پیکچرز - آنچارتد – پلی‌استیشن پروداکشنز / گروه سینمایی سونی پیکچرز | - گنشین ایمپکت – می‌هویو - الدن رینگ – فرام سافتور / بندای نامکو انترتینمنت - خدای جنگ: رگناروک – استودیو سنتا مونیکا / سونی اینتراکتیو انترتینمنت - مرزهای سونیک – سونیک تیم / سگا - استری – آناپورنا اینتراکتیو                                                                                                   |

#### ورزش های الکترونیکی و سازندگان
| بهترین بازی Esports | بهترین ورزشکار Esports |
| --- | --- |

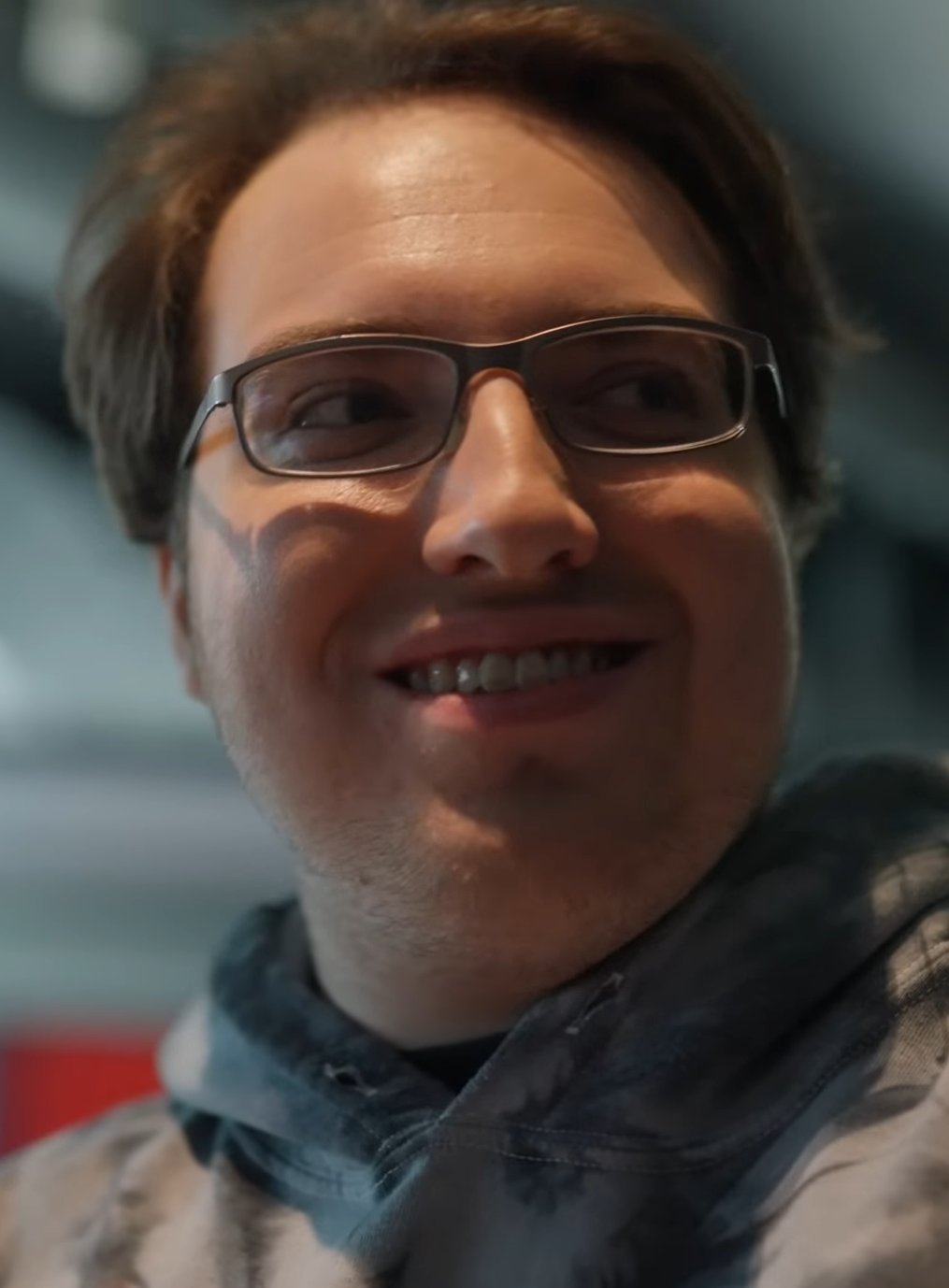
جیکوب "yay" وایتیکر برنده بهترین ورزشکار Esports.

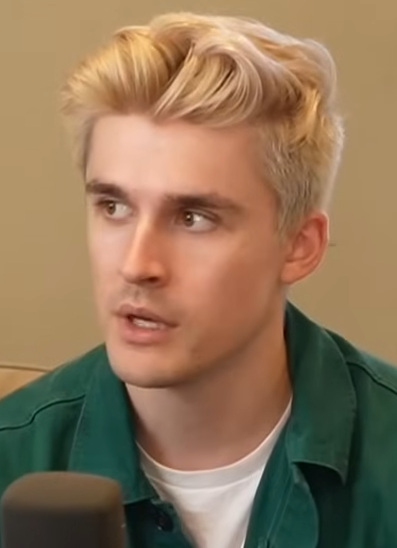
لودویگ آهگرن برنده بهترین تولید کننده محتوای سال.

| - ولورنت – رایت گیمز - کانتر-استرایک: گلوبال آفنسیو – ولو - دوتا ۲ – ولو - لیگ افسانه‌ها – رایت گیمز - راکت لیگ – سایونیکس                            | - جیکوب "yay" وایتیکر (OpTic Gaming, ولورنت} - جونگ "Chovy" جی هون (Gen.G, لیگ افسانه‌ها} - لی "Faker" سانگ هیوک (T1 (esports)\|T1, لیگ افسانه‌ها} - فین "karrigan" اندرسن (FaZe Clan, کانتر-استرایک: گلوبال آفنسیو} - الکساندر "s1mple" کوستیلیف(Natus Vincere, Counter-کانتر-استرایک: گلوبال آفنسیو} |
| بهترین تیم Esports | بهترین مربی Esports |
| - LOUD ولورنت} - DarkZero Esports (ایپکس لجندز} - FaZe Clan (کانتر-استرایک: گلوبال آفنسیو} - Gen.G (لیگ افسانه‌ها} - Los Angeles Thieves (ندای وظیفه} | - ماتئوس "bzkA" تاراسکونی (LOUD, ولورنت} - آندری "B1ad3" هورودنسکی (Natus Vincere, کانتر-استرایک: گلوبال آفنسیو} - اریک "d00mbr0s" ساندگرن (FunPlus Phoenix, Valorant} - رابرت "RobbaN" دالستروم (FaZe Clan, کانتر-استرایک: گلوبال آفنسیو} - Go "Score" Dong-bin (Gen.G, لیگ افسانه‌ها}               |
| بهترین رویداد Esports | بهترین تولید کننده محتوای سال |
| - مسابقات جهانی لیگ افسانه ها 2022 - Evo 2022 - PGL Major Antwerp 2022 - 2022 Mid-Season Invitational - 2022 Valorant Champions                      | - لودویگ آهگرن - کارل جیکوبز - نیبلیون - نوبرو - QTCinderella |